# Und wir sind nicht die Einzigen
Und wir sind nicht die Einzigen ist ein Dokumentarfilm von Christoph Röhl, in dem ehemalige Schüler über den sexuellen Missbrauch, begangen durch den damaligen Schulleiter der Odenwaldschule Gerold Becker und andere Lehrer, berichten. Der Film hat für erhebliches Aufsehen gesorgt, nicht nur aufgrund der Authentizität der Interviewpartner: Durch die Erzählungen ehemaliger Schüler und Lehrer wird dem Zuschauer institutionsinterne Dynamik des Schweigens, der Scham und des Nicht-Wahrhaben-Wollens vor Augen geführt, welche den jahrzehntelangen Missbrauch konstitutiv mit bedingten. Röhl hatte selbst als Englisch-Tutor zwei Jahre lang an der Schule gearbeitet.
Und wir sind nicht die Einzigen wurde 2011 für den Deutschen Fernsehpreis nominiert und wird inzwischen als Schulungsmaterial im Rahmen von Seminaren eingesetzt. 2012 wurde der Film mit dem Robert-Geisendörfer-Preis, dem Medienpreis der Evangelischen Kirche, ausgezeichnet.

## Rezeption
Tanjev Schultz schrieb in Süddeutsche.de: „Dieser Film ist eine Qual, aber er lässt den Zuschauer nicht los, er zwingt ihn zum Hinschauen, das genau ist sein Sinn. Man kann sich nicht abwenden, die Menschen in diesem Film ergreifen den Zuschauer, sie sprechen ihn direkt an.“
In der Online-Ausgabe des Tagesspiegels hieß es: „Der Dokumentarfilm ist alles andere als voyeuristisch. Es geht dem Autor nicht darum, die Schuld einzelner Täter akribisch zu belegen oder mit dem reformpädagogischen Ansatz der Schule abzurechnen. Wohl aber, wie unter den besonderen Bedingungen der Odenwaldschule ein solches System des Missbrauchs entstehen konnte“ [...]

## Hintergrund
Im Jahr 2014 beschäftigte sich Christoph Röhl erneut mit dem Thema Odenwaldschule, diesmal als Regisseur des fiktiven Spielfilms Die Auserwählten.